# Sergio Di Zio
Sergio Di Zio est un acteur canadien né le 20 septembre 1972 à Toronto, Ontario, Canada.
Il incarna le rôle de Michelangelo « Spike » Scarlatti dans la série télévisée Flashpoint jusqu'à la fin de la série en décembre 2012.

## Carrière
Sergio Di Zio est connu principalement pour avoir interprété Michelangelo Scarlatti, surnommé « Spike », dans la série télévisée policière Flashpoint. 
Avant de percer grâce à ce rôle, il est apparu dans plus de trente films et séries télévisées. Après avoir fait ses débuts en 1995 dans le film Senior Trip, Di Zio est apparu dans une série de téléfilms comprenant Major Crime, The Wall, Freak City, Rembrandt: Fathers & Sons et RFK. De plus, il joua dans des séries canadiennes comme Murdoch Mysteries, Republic of Doyle et Stoked.
Ses apparitions au cinéma incluent De l'ombre à la lumière (Cinderella Man) de Ron Howard, Les Anges de Boston (Boondock Saints), Flash of Genius, The Lookout, Just Buried, 19 Months et Luck de Peter Wellington.
En juillet 2012, il fit une brève apparition dans The Listener (épisode Now You See Him) en tant que Spike, le même Spike que dans Flashpoint.

## Filmographie

### Cinéma
| Année | Titre                          | Rôle                 | Notes |
| ----- | ------------------------------ | -------------------- | ----- |
| 1995  | National Lampoon's Senior Trip | Steve Nisser         |       |
| 1999  | The Wishing Tree               | Juge                 |       |
| 1999  | The Boondock Saints            | Oly                  |       |
| 2002  | 19 Months                      | Steve                |       |
| 2003  | Espion mais pas trop !         | Lecture Room Subject |       |
| 2003  | Luck                           | Vittorio             |       |
| 2004  | Plasticity                     | Mike Castella        |       |
| 2005  | Cinderella Man                 | Jeune journaliste    |       |
| 2007  | The Message                    | David                |       |
| 2007  | The Lookout                    | Deputy Ted           |       |
| 2007  | Just Buried                    | Jackie Whynacht      |       |
| 2008  | Flash of Genius                | Louis                |       |
| 2012  | Cold Blooded                   |                      |       |
| 2012  | Anything But Christmas         | John                 |       |

- 2014 : Ma fille, m'a bataille de John l'écuyer
- 2016 : Miss Sloane : Big Sam

### Télévision
| Année        | Titre                             | Rôle                         | Notes                                       |
| ------------ | --------------------------------- | ---------------------------- | ------------------------------------------- |
| 1997         | Major Crime                       | Jeune officier italien       | Téléfilm                                    |
| 1998         | The Wall                          | Olivern                      | Téléfilm                                    |
| 1999         | Freak City                        | Leo Berman                   | Téléfilm                                    |
| 1999         | The Passion of Ayn Rand           | étudiant                     | Téléfilm                                    |
| 1999         | Rembrandt: Fathers & Sons         | Gerard                       | Téléfilm                                    |
| 2000         | A Taste of Shakespeare            | Demetrius                    | Épisode: A Midsummer Night's Dream          |
| 2000         | Twitch City                       | Jim                          | Épisode: The Planet of the Cats             |
| 2001         | Rough Air: Danger on Flight 534   | Steve Johnson                | Téléfilm                                    |
| 2002         | Widows                            | Miles Samson                 | Épisode: Hour One                           |
| 2002         | RFK                               | Adam Walinsky                | Téléfilm                                    |
| 2003         | Eloise at the Plaza               | Lou the Bellhop              | Téléfilm                                    |
| 2003         | Wild Card                         | Jerry                        | Épisode: No Bull                            |
| 2003         | Eloise at Christmastime           | Lou the Bellhop              | Téléfilm                                    |
| 2003         | Doc                               | Jason                        | Épisode: Swing Shift                        |
| 2004         | Love Rules!                       | Kevin                        | Téléfilm                                    |
| 2005-2006    | This Is Wonderland                | Marcus Weekes                | 21 épisodes                                 |
| 2006         | G-Spot                            | Peter Garner                 | Épisode: Blind Faith                        |
| 2006         | Opération Hadès                   | Marty Zeller                 | Série télévisée                             |
| 2006         | Northern Town                     | Hendy                        | Série télévisée                             |
| 2006         | Wedding Wars                      | Ed Myerson                   | Téléfilm                                    |
| 2007-2008    | Wayside                           | Louis                        | Rôle récurrent                              |
| 2007         | Custody                           | Eugene                       | Téléfilm                                    |
| 2008-2012    | Flashpoint                        | Michelangelo Spike Scarlatti | Rôle principal                              |
| 2009         | Stoked                            | Ripper / Whiteout            | 11 épisodes                                 |
| 2010         | Murdoch Mysteries                 | Leonard Winters              | Épisode: Victor, Victorian                  |
| 2010         | Republic of Doyle                 | Mystery Nevil                | Épisode: The Pen Is Mightier Than the Doyle |
| 2010         | Annoying Orange                   | Orange\Orange Tree           | Épisode: The Onion Ring                     |
| 2010-2011    | Babar and the Adventures of Badou | Tersh(voice)                 | 15 Épisodes                                 |
| 2011         | Little Mosque on the Prairie      | Dr. Connor                   | Épisode: If You Leave Me Now                |
| 2011         | XIII: The Series                  |                              | Épisode: Green Falls                        |
| 2011         | Dan for Mayor                     | Mayor Eckler                 | Épisode: Mayor's Conference                 |
| 2011         | Almost Heroes                     | Pavel                        | Épisode: Terry and Peter vs. Cupid          |
| 2012         | The Listener                      | Spike                        | Épisode: Now You See Him                    |
| 2013         | Covert Affairs                    | Gary Probert                 | Épisode: Levitate Me                        |
| 2013–present | Grojband                          | Kin Kujira                   | Rôle principal                              |
| 2014         | Suits                             | Todd                         | Épisode: Breakfast, Lunch and Dinner        |
| 2023         | The Hardy Boys                    | Bob Carpenter                | 3 épisodes                                  |